# Chiesa di San Francesco di Paola (San Giuseppe Jato)
La Chiesa di San Francesco di Paola è un edificio di culto situato nel centro storico del comune di San Giuseppe Jato, facente parte della città metropolitana di Palermo.
È stata edificata nel 1882 sul luogo dove sorgeva un'antica cappella dedicata dal benefattore Gioacchino Sorini a San Francesco di Paola.

## Storia
Inizialmente la parrocchia era molto povera e pochi sono stati gli interventi per abbellirla.
Nel 1952 fu realizzata la casa canonica e un monumentale altare in marmo, opera del Conti, copia dell'altare rococò della Chiesa di Santa Maria d'Altofonte.
Successivamente con le offerte raccolte in America da Monsignor Padre Giglio fu realizzato il Centro Educativo Assistenziale "Mons. Carpino", oggi sede della Scuola Media Statale e del salone Parrocchiale.
In seguito fu acquistata e ristrutturata una casa adiacente alla Chiesa, adibita come sede per l'azione Cattolica e per l'Associazione Scouts, e furono costruite le aule alla "Villa Sacro Cuore".

## Architettura
Il prospetto principale è contraddistinto da due torrette campanare e da quattro lesene che, in collaborazione a dei marcapiani, ne scandiscono gli ordini in elevazione.
I prospetti laterali sono caratterizzati da alcune finestre ogivali che si aprono all'altezza della volta interna.
L'interno della Chiesa presenta le tipiche decorazioni in gesso, quali capitelli, cornici e canalette.
Restaurata nel 1993 su progetto dell'architetto palermitano Placido Di Carlo, nel 1998 è stata oggetto di un recupero conservativo mediante manutenzione straordinaria. 
In particolare, tra gli interventi realizzati, vanno annoverati:
- il ripristino cromatico dei prospetti;
- il ripristino in pietra naturale a faccia vista delle originali lesene di pietra calcarea;
- la nuova pavimentazione in marmo;
- la ripulitura delle pareti e della volta;
- il rifacimento del tetto;
- la realizzazione di nuove campane per il campanile.

Sono stati, infine, collocati nelle nicchie laterali sei preziosi dipinti su seta raffiguranti episodi della vita di San Francesco di Paola, opere dell'artista Gabriel Meiring, nato in Sud Africa, a Johannesburg, ma di cultura europea.